# Демократическая партия Азербайджана (Южный Азербайджан)
Демократическая Азербайджанская Партия — политическая партия, действовавшая на территории автономной Демократической Республики Азербайджан в северной части современного Ирана в период с сентября 1945 по ноябрь 1946 года. Поддерживалась правительством Союза Советских Социалистических Республик. Фактически прекратила своё существование в 1946 года, сразу после ареста её глав, и подавления «бунта» на территории Демократической Республики Азербайджан.

## Общие сведения
Формирование партии началось летом 1945 года после поездки Сеида Джафара Пишевари и Абдоссамада Камбахша в Баку для совещания с Мир Джафаром Багировым. 
Партия создана 3 сентября 1945 года на территории остана Восточный Азербайджан при поддержке СССР. Являлась правящей партией Демократической Республики Азербайджан. Её официальным лидером считался Сеид Джафар Пишевари.
Основным направлением партии можно считать сталинизм, поскольку руководство Союза Советских Социалистических Республик и ВКП(б) активно принимало участие в создание Демократической партии Азербайджана, вследствие чего имело на неё влияние. В итоге Демократическая партия Азербайджана поддерживалась северной частью страны (Азербайджанской ССР), а также её правительством, во главе с Коммунистической партией Азербайджана.
Первый съезд партии был проведён 2-4 октября 1945 года. На первом съезде были приняты программа, устав партии. Был избран Центральный комитет партии. Главой Центрального комитета был избран С. Д. Пишевари.  
20—21 ноября 1945 года по инициативе партии в Тебризе был проведён всенародный конгресс Иранского Азербайджана. С 27 ноября по 3 декабря 1945 года были проведены выборы в Меджлис Демократической Республики Азербайджан. 
Официальным печатным органом партии являлась газета «Азербайджан», которая начала выпускаться с 5 сентября 1945 года. 
4 апреля 1946 года состоялся визит Ахмад Кавама в Москву. Было подписано советско-иранское соглашение. В мае 1946 года с территории Ирана были выведены советские войска. В результате прекращения поддержки СССР Демократической Республики Азербайджан партия была ликвидирована.